# Katherine Collins
Katherine Shannon Collins (née Arnold Alexander Saba, Jr en 1947 à Vancouver) est une artiste canadienne, principalement connue pour sa bande dessinée Neil the Horse (en), publiée de 1975 à 1988 sous le nom d'Arn Saba. Elle vit en tant que femme transsexuelle depuis 1993.

## Prix et récompenses
- 1983 :  Prix Inkpot
- 2013 :  Temple de la renommée de la bande dessinée canadienne